# John Gould
John Gould FRS (Lyme Regis, 1804. szeptember 14. – London, 1881. február 3.) angol ornitológus és madárművész volt. Számos madár monográfiát adott ki, melyeket felesége, Elizabeth Gould segítségével maga illusztrált. Segítettek még nekik Edward Lear, Henry Constantine Richter, Joseph Wolf és William Matthew Hart is. Ausztráliában őt tekintik a madár tudományok atyjának, és az ő nevét viseli a Gould Liga szintén Ausztráliában. A "Darwin-pintyek" néven elhíresült, általa leírt madárfaj nagy jelentőséggel bír abban, hogy elfogadták Darwin evolúciós elméletét, és annak a természetes szelekcióra vonatkozó részeit. Darwin is hivatkozott Gouldra A fajok eredete című könyvében.

## Fiatalkora
Gould Lyme Regisben, egy kertész első fiaként jött a világra. Valószínűleg egyikőjük sem részesült komolyabb fokú oktatásban. Az apa Surreyben egy Guildford melletti birtokon kapott állást, majd 1818-ban idősebb Gould lett a Windsori Királyi Kert vezetője. Egy ideig J. T. Aiton felügyelt rá a kertben. A fiatal Gould is kertésznek tanult, majd 1818 és 1824 között édesapja vezetésével dolgozott a kertészetben. Végül Yorkshire-ban a ripley-i vár mellett lett munkája. A taxidermia művészet mestere lett. 1924-ben taxidermistaként Londonba költözött, és képességeinek köszönhetően 1827-ben a Londoni Zoológiai Társaság múzeumának kurátora lett.

## Kutatása és megjelent művei

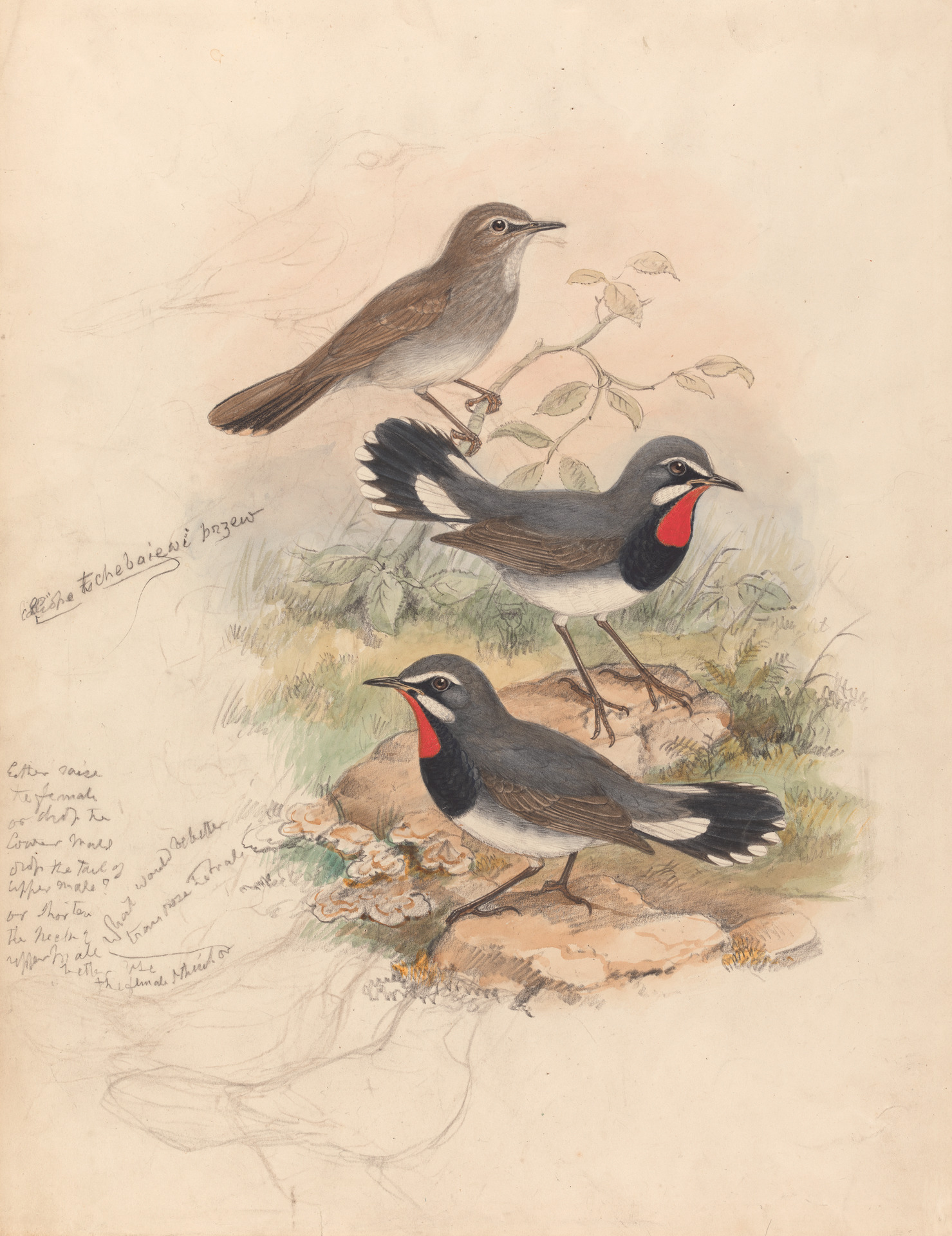
Calliope Tschebaiewi, Prjev. (Rigófélék) tibeti rubinbegy John Gouldtól

Gould helyzetéből kifolyólag találkozhatott az ország legnagyobb természettudósaival. Ennek köszönhette többek között, hogy gyakran elsőként láthatta a Londoni Zoológiai Társasághoz bevitt madarakat. 1830-ban a Himalája mellől érkezett egy madárgyűjtemény olyan fajokról, melyekről korábban még nem készült semmiféle leírás. Gould ezt az A Century of Birds from the Himalaya Mountains (1830–1832) cím alatt adta ki. A szöveget Nicholas Aylward Vigors írta, az illusztrációkat és a litográfiákat Gould felesége, Elizabeth Coxen Gould készítette. Gould munkája nagyjából a vázlatokig tartott, s onnantól más művészek készítették el a litográfiákat.
Ezt további négy munka követte a következő hét évben, melyek között ott volt az ötkötetes Birds of Europe. Az 1837-re elkészült könyvet Gould írta és titkára, Edwin Prince szerkesztette. Az illusztráció itt is Elizabeth Coxen Gould készítette. Pár illusztráció Edward Lear 1832-ben megjelent Illustrations of the Family of Psittacidae, or Parrots könyvéből származik. Lear azonban pénzügyi válságban volt, így eladta a litográfiákat Gouldnak. A könyvek nagyon nagy méretben imperial folióban (56 x 39 cm) jelentek meg, s művészi színes litográfiákat tartalmaztak. Ezekből 41 kötetet készítettek, s összesen mintegy 3000 kép került beléjük. Ez Gould szorgos időszaka volt, ekkor írta a kétrészes Icones Aviumot, ami 18 részben 54 cm-es rajzon ábrázolta a madarakat, és ez az előző munkájának volt a melléklete. Több monográfiát nem adott ki. Feleségével Ausztráliába költözött, hogy dolgozhasson a Birds of Australia című könyvén. Nem sokkal Angliába történt visszatértük után felesége elhunyt.